# Paradiestrammena tarbinskyi
Paradiestrammena tarbinskyi är en insektsart som beskrevs av Andrej Vasiljevitj Gorochov 1998. Paradiestrammena tarbinskyi ingår i släktet Paradiestrammena och familjen grottvårtbitare. Inga underarter finns listade i Catalogue of Life.